# Philippe Parmentier
Pour les articles homonymes, voir Parmentier.
Philippe Parmentier, né le 6 février 1784 à Feluy et mort le 5 mai 1867 à Gand, est un sculpteur belge.

## Biographie

### Famille
Philippe (Philippe Joseph) Parmentier, né à Feluy, en province de Hainaut, le 6 février 1784 est le fils du sculpteur ornemental Antoine François Parmentier (1746-1809) et de Marie Madeleine Remiens (1756-1827). Son frère Léopold Parmentier (1798-1881) est également sculpteur et collabore parfois avec Philippe Parmentier qui lui a inculqué des leçons.

### Formation
Philippe Parmentier reçoit ses premières leçons de son père, puis il étudie à l'École des Beaux-Arts de Paris. Il y est élève de François-Joseph Bosio et parfait sa formation auprès des sculpteurs les frères Claude-André et Louis Pierre Deseine et également Pierre-Charles Bridan. En 1820, il réside rue Sainte-Marguerite no 13 au Faubourg Saint-Germain. En 1823, il étudie à l'Université de Gand,.

### Carrière
Il expose à plusieurs reprises, notamment au Salon de Bruxelles et de Gand, de même qu'à Exposition des maîtres vivants aux Pays-Bas. Le roi Guillaume Ier des Pays-Bas acquiert en 1825 sa Baigneuse, statue en marbre. Au Salon de Gand de 1835, il obtient une médaille d'honneur. En 1837, il est nommé directeur de la classe de sculpture à l'Académie royale des beaux-arts de Gand, poste qu'il occupe jusqu'en 1850. Parmi ses élèves figure notamment Julien Gabriel Leclercq. Il est également membre de la Société royale des beaux-arts et de littérature de la même ville.
Philippe Parmentier meurt, à l'âge de 83 ans, au quartier de la Coupure à Gand, le 5 mai 1867.

## Œuvres

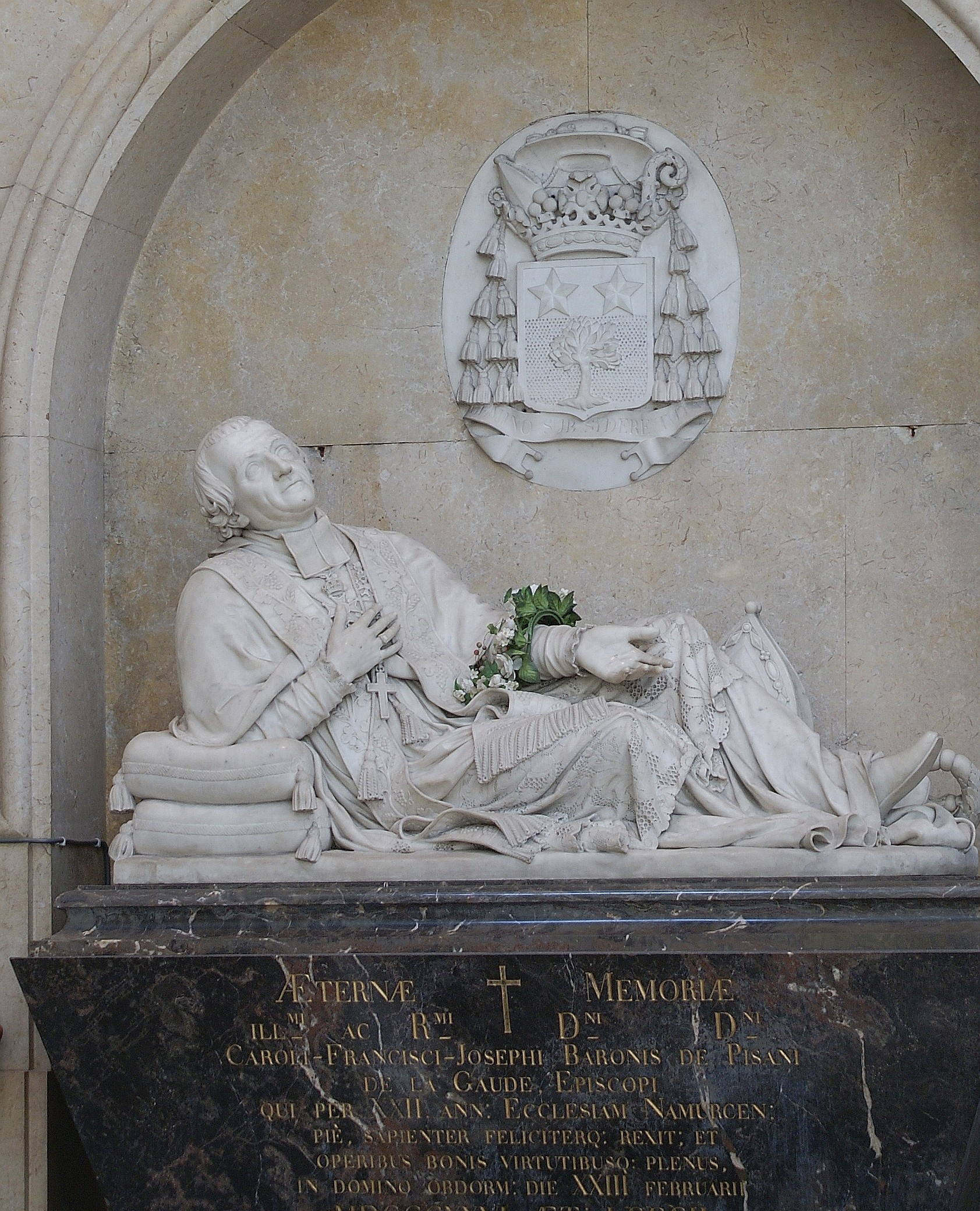
Mausolée de Mgr Joseph Pisani de La Gaude à la cathédrale Saint-Aubain de Namur (1826).

### Expositions
- Salon de Gand (XIe) de 1820 : Statue de Paris, grandeur nature jetée en plâtre[3].
- Salon de Gand (XIIe) de 1823 : Une baigneuse exécutée en marbre, de grandeur naturelle[5].
- Salon de Bruxelles de 1824 : Jason, vainqueur, vient d'enlever la Toison d'or, statue de grandeur nature, Jeune nymphe au bain, statue en marbre, Jeune fille jouant avec un papillon et Jeune nymphe faisant une couronne de fleurs[6].
- Exposition des maîtres vivants d'Amsterdam (1824) : Jason, statue en plâtre et Mercure, statue en marbre.
- Exposition des maîtres vivants de Haarlem (1825) : Mercure, statue en marbre.
- Salon de Gand (XIIIe) de 1826 : Jason, modelé en plâtre, Mercure, statue en marbre, Une jeune nymphe jouant avec un papillon, modelé en plâtre, Une jeune fille tressant une couronne de fleurs, modelé en plâtre et Buste du général Congrève[7].
- Salon de Gand (XVIe) de 1835 : Buste en marbre du vicomte Vilain XIIII, Buste du chanoine Triest, La religion et La Concorde (statues de grandeur naturelle)[8].
- Salon de Gand (XVIIIe) de 1841 : Bas-relief destiné au monument à la mémoire de Charles Van Hulthem, La Piété (statue en marbre) et deux bustes en marbre[9].
- Salon de Gand (XXIe) de 1850 : Buste en marbre de feu le Dr Verbeek, professeur à l'université de Gand[10].
- Salon de Gand (XXIIe) de 1853 : Buste en plâtre de feu Mgr Van de Velde, évêque de Gand[11].

### Dans l'espace public et muséal

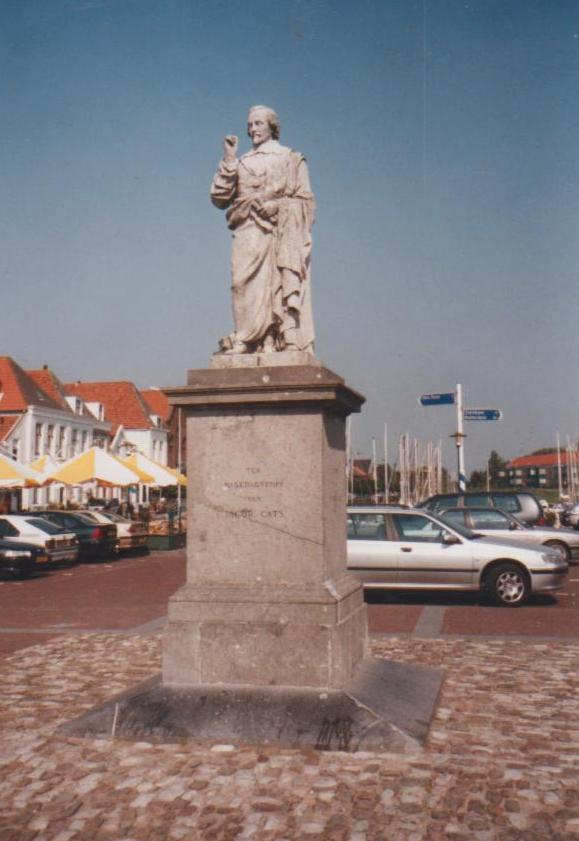
Statue de Jacob Cats (1829), Brouwershaven.

Les œuvres de Philippe Parmentier sont visibles dans les lieux suivants :
- Tombeau de Joseph Pisani de La Gaude (1826), cathédrale Saint-Aubain de Namur.
- Statue de Jacob Cats (1829), Brouwershaven.
- Monument funéraire de P.L. Bortier (1830), cimetière de Laeken.
- Buste d'Auger Busbecq (1835), jardin botanique de Gand.
- Mémorial Charles Van Hulthem (1839), église des Augustins, Gand.
- Statue en marbre de Saint Nicolas (1837) et une représentation des quatre évangélistes, église Saint-Nicolas de Furnes.
- Buste de Louis Roelandt (1841), collection du musée des Beaux-Arts de Gand.
- Monument funéraire des chanoines Joos et Ambrosius Goethals (1842) dans la cathédrale Saint-Bavon de Gand, en collaboration avec son frère Léopold Parmentier.
- Buste de Jozef Kluyskens, professeur et recteur de l'université de Gand (1844), collection du musée de la ville de Gand.